# Harry Van Mulligen
Harry Van Mulligen  (né le 2 avril 1947) est un homme politique provincial canadien de la Saskatchewan. Il représente la circonscription de Regina Victoria et ensuite Regina Douglas Park à titre de député d'abord du Nouveau Parti démocratique de 1986 à sa démission 2009.

## Biographie
Né à Dwingeloo dans les Pays-Bas, Harry Van Mulligen entame sa carrière politique en 1986. Réélu en 1991, 1995, 1999, 2003 et en 2007, il sert comme ministre des Finances dans le cabinet de Lorne Calvert.
En 2009, il démissionne pour permettre au nouveau chef néo-démocrate Dwain Lingenfelter de se présenter à l'élection partielle pour faire son entrée à l'Assemblée législative.